# Back to the Egg
Back to the Egg – ostatni album Paula McCartneya nagrany z grupą Wings. To także pierwszy album wydany przez Columbia Records po opuszczeniu w 1978 roku Capitol Records, z którą dotychczas był związany. Tytuł albumu wiąże się z chęcią powrotu do rockandrollowych korzeni.

## Okoliczności powstania i charakterystyka albumu
Po wydaniu London Town i opuszczeniu zespołu przez gitarzystę Jimma McCullocha i perkusistę Joe Englisha, Paul McCartney zatrudnił dwóch nowych muzyków (gitarzystę Laurence’a Jubera i perkusistę Steve’a Holleya), z którymi nagrał ten surowo brzmiący rockandrollowy album.
McCartney ponadto zdecydował, że producentem jego nowego albumu będzie Chris Thomas (szkolił się jako producent w czasie sesji do podwójnego albumu The Beatles (1968) zwanego Białym Albumem). Pod koniec czerwca 1978 roku ostatnie wcielenie Wings (chodzi o skład) pojechało do Spirit of Ranachan Studios. Były to studia mieszczące się na farmie McCartneya w Szkocji. Nagrano tam pierwszą wersję Ballroom Dancing zamieszczoną na albumie Tug of War. Następnie we wrześniu przenieśli się do Lympne Castle w Kent, a w październiku zorganizowali jedyną w swoim rodzaju specjalną sesję w Abbey Road Studios. W listopadzie i grudniu sesje miały miejsce w Replica Studios (jest to replika studia 2 w Abbey Road Studios). W marcu cały zespół wrócił do studia 2 w Abbey Road Studios, gdzie nagrywał z przerwami do kwietnia.
3 października Wings nagrali z udziałem wielu gwiazd rocka, dwie piosenki Rockestra Theme i So Glad To See You Here. Ta jednodniowa supergrupa występowała pod wspólnym szyldem „Rockestra”. Oprócz muzyków Wings w skład tego zespołu wchodzili:
Pete Townshend (z The Who), David Gilmour (z Pink Floyd), John Paul Jones i John Bonham (z Led Zeppelin). W wywiadzie z 2001 roku dla stacji VH1 Paul przyznał, że Keith Moon także miał wziąć udział w nagraniach, lecz zmarł miesiąc przed sesją.
Chętni do realizacji nowego materiału Wings wydali taneczny singel Goodnight Tonight/Daytime Nighttime Suffering w marcu 1979, który szybko stał się wielkim światowym hitem i wypromował album Back to the Egg, choć piosenki te nie znalazły się na oryginalnym albumie.
Gdy McCartney skończył pracę nad Back to the Egg, podjął decyzję o nagraniu solowego albumu. W tym celu zamknął się znów w swoich studiach na szkockiej farmie i rozpoczął nagrania. Wszystkie piosenki stworzył sam, wzorując się na swoim debiutanckim albumie McCartney z 1970 roku. Materiał nagrany latem 1979 znalazł się na albumie McCartney II.

## Lista utworów
Wszystkie piosenki napisane przez McCartneya, poza zaznaczonymi.

### Wydanie oryginalne
| 1.  | „Reception”                                                            | 1:08  |
|     |                                                                        |       |
| 2.  | „Getting Closer”                                                       | 3:22  |
|     |                                                                        |       |
| 3.  | „We’re Open Tonight”                                                   | 1:28  |
|     |                                                                        |       |
| 4.  | „Spin It On”                                                           | 2:12  |
|     |                                                                        |       |
| 5.  | „Again And Again And Again” (Denny Laine)                              | 3:34  |
|     |                                                                        |       |
| 6.  | „Old Siam, Sir”                                                        | 4:11  |
|     |                                                                        |       |
| 7.  | „Arrow Through Me”                                                     | 3:37  |
|     |                                                                        |       |
| 8.  | „Rockestra Theme” piosenka nagrana podczas „sesji z gwiazdami”         | 2:35  |
|     |                                                                        |       |
| 9.  | „To You”                                                               | 3:12  |
|     |                                                                        |       |
| 10. | „After The Ball/Million Miles”                                         | 4:00  |
|     |                                                                        |       |
| 11. | „Winter Rose/Love Awake”                                               | 4:58  |
|     |                                                                        |       |
| 12. | „The Broadcast”                                                        | 1:30  |
|     |                                                                        |       |
| 13. | „So Glad To See You Here” piosenka nagrana podczas „sesji z gwiazdami” | 3:20  |
|     |                                                                        |       |
| 14. | „Baby’s Request”                                                       | 2:49  |
|     |                                                                        |       |
|     |                                                                        | 41:56 |
|     |                                                                        |       |

### Edycja zremasterowana
W 1993 roku Back to the Egg została zremasterowana i wydana na CD jako część serii The Paul McCartney Collection. Płyta ta zawierała dodatkowo piosenkę „Daytime Nighttime Suffering” oraz piosenki z solowego świątecznego singla z 1979 roku „Wonderful Christmastime” i „Rudolph The Red-Nosed Reggae”.
| 1.  | „Reception”                                                            | 1:08  |
|     |                                                                        |       |
| 2.  | „Getting Closer”                                                       | 3:22  |
|     |                                                                        |       |
| 3.  | „We’re Open Tonight”                                                   | 1:28  |
|     |                                                                        |       |
| 4.  | „Spin It On”                                                           | 2:12  |
|     |                                                                        |       |
| 5.  | „Again And Again And Again” (Denny Laine)                              | 3:34  |
|     |                                                                        |       |
| 6.  | „Old Siam, Sir”                                                        | 4:11  |
|     |                                                                        |       |
| 7.  | „Arrow Through Me”                                                     | 3:37  |
|     |                                                                        |       |
| 8.  | „Rockestra Theme” piosenka nagrana podczas „sesji z gwiazdami”         | 2:35  |
|     |                                                                        |       |
| 9.  | „To You”                                                               | 3:12  |
|     |                                                                        |       |
| 10. | „After The Ball/Million Miles”                                         | 4:00  |
|     |                                                                        |       |
| 11. | „Winter Rose/Love Awake”                                               | 4:58  |
|     |                                                                        |       |
| 12. | „The Broadcast”                                                        | 1:30  |
|     |                                                                        |       |
| 13. | „So Glad To See You Here” piosenka nagrana podczas „sesji z gwiazdami” | 3:20  |
|     |                                                                        |       |
| 14. | „Baby’s Request”                                                       | 2:49  |
|     |                                                                        |       |
| 15. | „Daytime Nighttime Suffering” (bonus)                                  | 2:58  |
|     |                                                                        |       |
| 16. | „Wonderful Christmastime” (bonus)                                      | 4:22  |
|     |                                                                        |       |
| 17. | „Rudolph The Red-Nosed Reggae” (bonus)                                 | 4:15  |
|     |                                                                        |       |
|     |                                                                        | 53:31 |
|     |                                                                        |       |

## Nagrody oraz pozycja na listach przebojów
Kolorem pomarańczowym zaznaczono singel niealbumowy.
Kolorem błękitnym zaznaczono singel niealbumowy, ale przynajmniej jedną ze stron zamieszczono już na reedycjach.
Single
| Data wydania                                    | strona A                | strona B                     | Lista UK    | Lista USA    | Certyfikat         |
| ----------------------------------------------- | ----------------------- | ---------------------------- | ----------- | ------------ | ------------------ |
| (UK) 23 marca 1979 (US) 15 marca 1979           | Goodnight Tonight       | Daytime Nightime Suffering   | 5 (8 tyg.)  | 5 (16 tyg.)  | (UK) srebrna płyta |
| (UK) 1 czerwca 1979                             | Old Siam Sir            | Spin It On                   | 35 (6 tyg.) | X            | X                  |
| (US) 5 czerwca 1979                             | Getting Closer          | Spin It On                   | X           | 20 (10 tyg.) | X                  |
| (US) 14 sierpnia 1979                           | Arrow Through Me        | Old Siam, Sir                | X           | 29 (10 tyg.) | X                  |
| (UK) 16 sierpnia 1979                           | Getting Closer          | Baby’s Request               | 60 (3 tyg.) | X            | X                  |
| (UK) 16 grudnia 1979 r. (US) 20 grudnia 1979 r. | Wonderful Christmastime | Rudolph The Red-Nosed Reggae | ?           | ?            | X                  |

Album
| Data wydania   | nazwa albumu    | Lista UK    | Lista USA   | Certyfikat                             |
| -------------- | --------------- | ----------- | ----------- | -------------------------------------- |
| 8 czerwca 1979 | Back to the Egg | 6 (15 tyg.) | 8 (24 tyg.) | (UK) złota płyta (USA) platynowa płyta |

Reakcja krytyki po ukazaniu się albumu nie była najlepsza, odbiło się to także na pozycji albumu na listach przebojów. Back to the Egg osiągnął 6. miejsce brytyjskiego i 8. amerykańskiego zestawienia. Pomimo tego Back to the Egg osiągnął status platynowej płyty.
Pierwszym singlem był „Old Siam Sir” dotarł do 27. miejsca w Wielkiej Brytanii. Kolejnym singlem był „Getting Closer”, który znalazł się na 20. miejscu w USA, a później z „Baby’s Request” (strona B) doszedł do 60. miejsca w Wielkiej Brytanii. Ostatnim singlem z płyty był „Arrow Through Me”, który znalazł się na 29. pozycji w USA.
Ponadto na singlu wydano „Goodnight Tonight” (z piosenką „Daytime Nightime Suffering” dodaną jako bonus ze strony B), który zajął 6. miejsce na brytyjskich listach przebojów i 5. na amerykańskich. Świąteczny singel „Wonderful Christmastime” / „Rudolph the Red Nosed Reggae” doszedł do 16. miejsca w Wielkiej Brytanii.
- Piosenka „Rockestra Theme” została nagrodzona Grammy w kategorii „Best Rock Instrumental Performance”.

## Wideografia
Teledyski
- „Wonderful Christmastime” reż. Russel Mulcahy
- „Getting Closer” reż. Keef & Co.
- „Arrow Through Me” reż. Keef & Co.
- „Spin It On” reż. Keef & Co.
- „Winter Rose – Love Awake” reż. Keef & Co.
- „Baby’s Request” reż. Keef & Co.
- „Old Siam Sir” reż. Keef & Co.
- „Again And Again And Again” reż. Keef & Co.
- „Goodnight Tonight” reż. Keef & Co.

Film
- Back To The Egg Video Album (reż. Keef & Co.)

W filmie znajdują się teledyski (te same wersje co powyżej) do utworów: „Getting Closer” / „Arrow Through Me” / „Spin It On” / „Winter Rose” – „Love Awake” / „Baby’s Request” / „Old Siam Sir” / „Again And Again And Again” / „Goodnight Tonight”

## Twórcy
- Paul McCartney – gitara basowa, producent
- Linda McCartney – keyboard
- David Gilmour – gitara
- Speedy Acquaye – perkusja
- Tony Ashton – keyboard
- John Bonham – perkusja
- Tony Carr – perkusja
- Howie Casey – róg
- Ray Cooper – perkusja
- Tony Dorsey – róg
- Steve Holly – perkusja
- Kenny Jones – perkusja
- Laurence Juber – gitara
- Denny Laine – gitara
- Hank Marvin – gitara
- Morris Pert – perkusja
- Thadeus Richard – róg
- Pete Townshend – gitara
- Chris Thomas – producent